# Vincenzo Acquaviva
Vincenzo Acquaviva (Foggia, 5 agosto 1832 – Napoli, 7 settembre 1902) è stato un pittore italiano.

## Biografia
Vincenzo Acquaviva nasce a Foggia nel 1832. Ancora bambino, all'età sette anni, fu allievo del ritrattista Domenico Caldara a Foggia.
Nel 1848 entrò all'Istituto di Belle Arti di Napoli, dove ha studiato arte ricevendo una borsa di studio dalla sua città natale e poi la provincia potrebbe proseguire gli studi con più tranquillità. Fu allievo di Francesco Saverio Altamura.
Nel 1850, ha fatto una copia di Abele del Caldara per la sua città natale.
Alla Esposizione Nazionale di Firenze del 1861 invia l'opera Preghiera, che ottiene un grande successo. Nel 1866, la sua pittura di Il Carattere Delle Donne italiane si è aggiudicò il primo premio medaglia d'oro in una esposizione a Utrecht.
Dal 1877 ha lavorato solo come ritrattista, dipinse il Cardinale Vicario di Valletta, il conte Michele Pironti, la signora Correnti e il comandante Minervino.